# 裸鲤碘泡虫
裸鲤碘泡虫（学名：Myxobolus gymnocypris）为碘泡科碘泡虫属的动物。在中国，分布于青海、西藏等，营寄生生活，寄生在青海湖裸鲤、小头高原鱼的鳃。